# José Jaikel
José Antonio Jaikel Aguilar (Alajuela, 3 de abril de 1966) é um ex-futebolista profissional costarriquenho, que atuava como atacante.

## Carreira
José Jaikel fez parte do elenco da Seleção Costarriquenha de Futebol da Copa do Mundo de 1990. 